# Coupe d'Irlande de football 1925-1926
Navigation
Édition précédente Édition suivante
La Coupe d'Irlande de football 1925-1926 , en anglais The Football Association of Ireland Challenge Cup, est la 5e édition de la Coupe d'Irlande de football organisée par la Fédération d'Irlande de football. La compétition commence le 9 janvier 1926, pour se terminer le 17 mars 1926. Le Fordsons Football Club remporte pour la première fois la compétition en battant en finale le tenant du tire, le Shamrock Rovers Football Club.

## Premier tour
| Club recevant               | Score | Club visiteur                 | Date           |
| --------------------------- | ----- | ----------------------------- | -------------- |
| Athlone Town                | 4-0   | Brideville Football Club      | 9 janvier 1926 |
| Bohemian FC                 | 0-0   | Shamrock Rovers Football Club | 9 janvier      |
| Shamrock Rovers             | 2-2   | Bohemian FC                   | 16 janvier     |
| Shamrock Rovers             | 2-0   | Bohemian FC                   | 20 janvier     |
| Bray Unknowns Football Club | 5-2   | Saint James's Gate FC         | 9 janvier      |
| Fordsons Football Club      | 2-2   | Shelbourne Football Club      | 9 janvier      |
| Shelbourne Football Club    | 1-2   | Fordsons Football Club        | 16 janvier     |
| Lindon                      | 4-2   | Pioneers FC                   | 9 janvier      |
| Jacob's Football Club       | 5-1   | Barrackton United             | 10 janvier     |

## Second tour
| Club recevant         | Score | Club visiteur          | Date            |
| --------------------- | ----- | ---------------------- | --------------- |
| Lindon                | 1-1   | Jacob's Football Club  | 23 janvier 1926 |
| Jacob's Football Club | 4-2   | Lindon                 | 31 janvier      |
| Athlone Town          | 0-2   | Fordsons Football Club | 24 janvier      |

Bray Unknowns Football Club et Shamrock Rovers Football Club sont exemptés de ce tour et directement qualifiés pour les demi-finales.

## Demi-finales
| Première demi-finale | Shamrock Rovers Football Club | 0-0 | Jacob's Football Club | Shelbourne Park, Dublin |
| 6 février 1926       |                               |     |                       |                         |

| Première demi-finale, match d'appui | Shamrock Rovers Football Club    | 3-0 | Jacob's Football Club | Dalymount Park, Dublin |  |
| 20 février 1926                     | Jordan Bob Fullam John Joe Flood |     |                       |                        |  |

| Deuxième demi-finale | Fordsons Football Club          | 4-1 | Bray Unknowns Football Club | Victoria Cross, Cork |  |
| 21 février 1926      | Harry Buckle Kelly Sullivan (2) |     |                             |                      |  |

## Finale
La finale se déroule à Dalymount Park à Dublin le 17 mars 1926. Elle oppose le tenant du titre, Shamrock Roversau club de Cork le Fordsons Football Club. Fordsons l'emporte sur le score de 3 buts à deux devant 25 000 spectateurs. C'est le premier et seul trophée national de ce club.
| Finale       | Fordsons Football Club | 3-2     | Shamrock Rovers Football Club | Dalymount Park, Dublin                              |                                                     |
| 17 mars 1926 | Paddy Barry · Dave Roberts |         | Billy Farrell · John Fagan | Spectateurs : 25 000 Arbitrage : A.E. Fogg (Bolton) | Spectateurs : 25 000 Arbitrage : A.E. Fogg (Bolton) |
| 17 mars 1926 | Bill O'Hagan, Jack Baylor, Jimmy Carabine, James Connolly, Jack O'Sullivan, Barney Collins, Malachy McKinney, Paddy Kelly, Harry Buckle, Dave Roberts, Paddy Barry. | Équipes | Paddy O'Reilly, Patrick 'Doc' Malone, Alec Kirkland, William 'Sacky'Glen, Dinny Doyle, Ned Marlowe, Charlie Jordan, John Joe Flood, Billy Farrell, Bob Fullam, John Fagan. | Spectateurs : 25 000 Arbitrage : A.E. Fogg (Bolton) | Spectateurs : 25 000 Arbitrage : A.E. Fogg (Bolton) |